# Rue Haute (film)
Pour les articles homonymes, voir Rue Haute (homonymie).
Pour plus de détails, voir Fiche technique et Distribution.
Rue Haute est un film belge réalisé par André Ernotte, sorti en 1976.

## Synopsis
David Reinhardt, artiste-peintre américain séjournant à Bruxelles fait la connaissance d'une vendeuse de poisson du quartier des Marolles (Bruxelles). Son comportement erratique de demi-folle l'amène à creuser les rapports étranges qu'elle entretient avec son compagnon, qui accepte pour elle toutes les souffrances et cherche aussi par tous les moyens à la protéger.

## Fiche technique
- Titre : Rue Haute
- Réalisation : André Ernotte
- Scénario : André Ernotte et Elliot Tiber d'après leur roman
- Musique : Mort Shuman
- Photographie : Walther van den Ende
- Montage : Susana Rossberg
- Production : Pierre Drouot et Alain C. Guilleaume
- Société de production : Ciné Vog Films et Filmel
- Pays de production :  Belgique et  France
- Format : 35 mm / Couleurs - Mono
- Genre : Drame
- Durée : 94 minutes
- Dates de sortie : 
  - France : avril 1976
  - France : 5 janvier 1977
- Affiche : Jacques Vaissier (France)

## Distribution
- Annie Cordy : Mimi
- Mort Shuman : David Reinhardt
- Bert Struys : L'homme
- Guy Verda : Gérard
- Anne Marisse : Sandra
- Elliot Tiber : Mike
- Nadia Gary : Valérie
- Raymond Peira : Le docteur